# Кариатиды Амфиполиса
Кариатиды Амфиполиса  — кариатиды, которые были найдены при раскопках Гробницы Амфиполиса в Центральной Македонии (сентябрь 2014 года). Их обнаружила команда исследователей во главе с Катериной Перистери. По сообщениям Министерства культуры Греции статуи представляют собой вершину художественной ценности для своей эпохи.

## История находки
6 сентября 2014 года во время раскопок Гробницы в Амфиполисе были обнаружены две кариатиды, изготовленные из мрамора из острова Тасос. Кариатиды стояли между двумя мраморными колоннами, поддерживающими балку. Перед кариатидами расположена вторая каменная стенка шириной 4,5 метра, выполнена в технике стены-входа в гробницу. Эта стена демонстрирует, что создатели гробницы не пожалели усилий для того, чтобы не допустить проникновения в нее. Фигуры кариатид, на которых есть следы красного и синего цветов, относятся к типу древнегреческой скульптуры Кора.

## Описание
Западная часть лица кариатиды сохранилась полностью, а восточная отсутствует. Части лица восточной кариатиды нашли во время раскопок и отнесли к скульптуре. Кариатиды имеют высоту 2,27 метра. Они стоят на мраморных тумбах длиной 1,33 метра и шириной 0,68 метра. Расстояние между ними составляет 1,68 метра. Фигуры одеты в длинный хитон с рукавами и бахромой. На одежде остались следы синей и красной краски. Кариатиды поддерживают руками туники. Правая рука западной кариатиды и левая рука восточной были вытянуты так, что перекрывали вход в третью камеру. Головы кариатид украшают густые кудри, падающие на плечи и уложенные за уши. Пальцы их ног были выполнены с большой детализацией. Кариатиды выполнены той же техникой, что и сфинксы, которые были найдены в гробнице ранее.
Автор книги «В поисках гробницы Александра Великого» Эндрю Чагг отмечает, что орнаменты и декоративные элементы в амфипольськой гробнице очень напоминают те, что были обнаружены в могиле Филиппа II, отца Александра Македонского. «Кариатиды является поистине впечатляющей находкой. Тот факт, что могилу охраняли две пары скульптур — кариатиды и сфинксы — указывает на то, что в гробнице похоронен никто иной, как царица. Я считаю, что это может быть местом упокоения Олимпиады Эпирской, матери Александра», — говорит Чагг,.